# Мальме-Арена
Ма́льме Аре́на (швед. Malmö Arena) — багатоцільова крита арена в Мальме, Швеція, місце проведення домашніх ігор хокейного клубу ШХЛ Malmö Redhawks.
Це найбільша арена ШХЛ і друга за величиною крита арена у Швеції.
Окрім проведення хокейних матчів Redhawks, арена часто є місцем проведення ігор з гандболу, флорболу, концертів та інших заходів. Тут також проходили змагання з легкої атлетики в приміщенні.

## Преамбула
Арену урочисто відкрили 6 листопада 2008 року. Остаточна вартість будівництва арени становила 750 мільйонів шведських крон.
Належить і управляється Parkfast AB, арену спроектували Матс Матсон з MM Matsson Konsult AB, Ханну Хелкіо з Pöyry Architects та Герт Вінґорд з Wingårdh arkitektkontor.
З місткістю 12 600 для спортивних і 15 500 для концертів Malmö Arena є другою за величиною критою ареною у Швеції, поступаючись лише Авічі-Арена, розташованій у Стокгольмі.
Арена розташована приблизно за 80 м від залізничної станції Гіллі, звідки є залізничні та автобусні сполучення зі станціями Мальме-Центральне, Копенгаген-Центральний та аеропортом Копенгаген.
14 — 18 травня 2013 року він приймав пісенний конкурс Євробачення і знову прийматиме ту саму подію 7 – 11 травня 2024 р.
Рекорд відвідуваності концертів на Malmö Arena становить 11 300, встановлений концертом Леді Гаги 19 листопада 2010 року. Рекорд відвідуваності залу для хокею був встановлений 12 листопада 2008 року, коли Malmö Redhawks приймав Leksands IF — 13 247 глядачів.

## Спортивні події

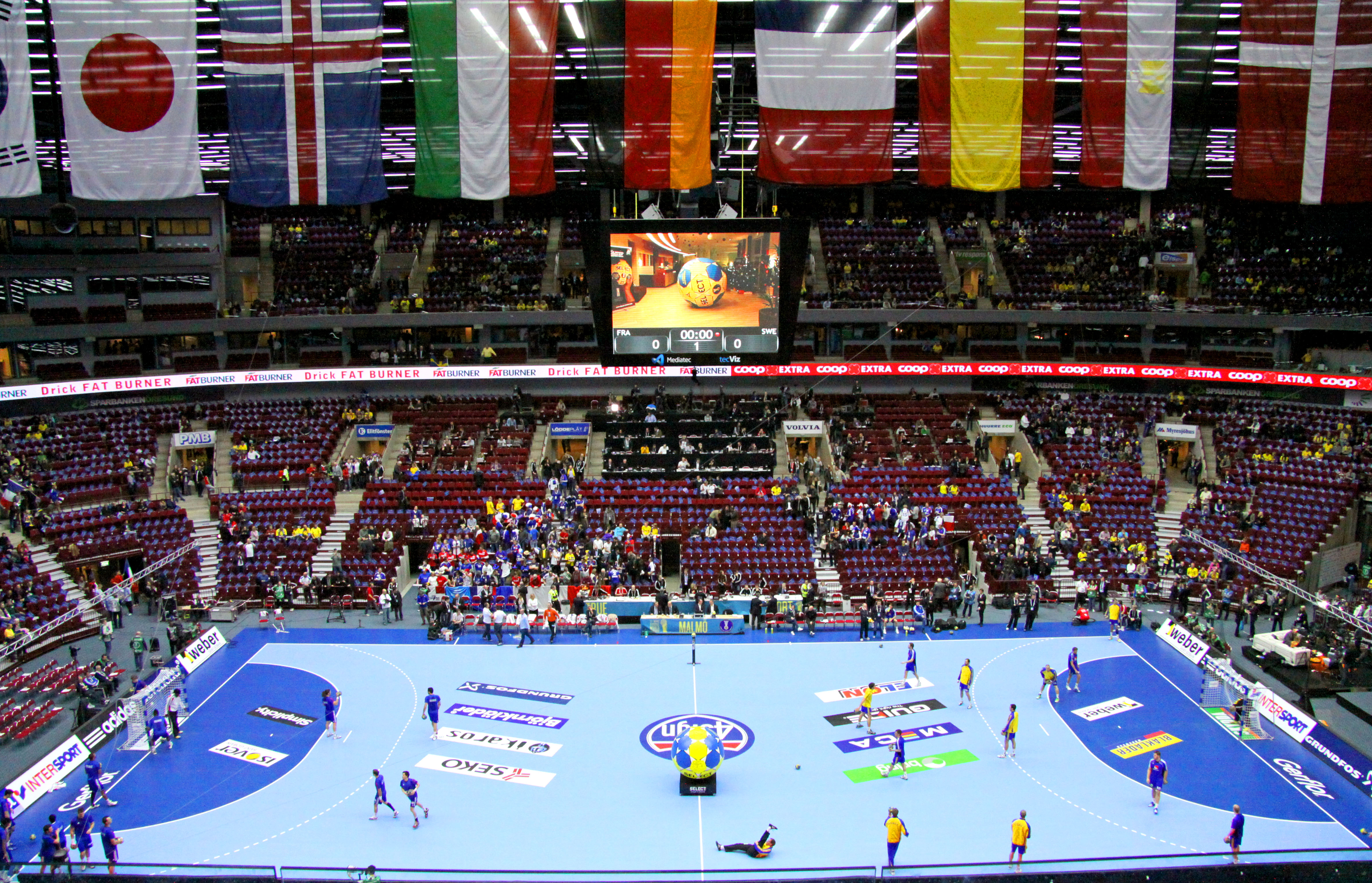
Мальме-Арена під час Чемпіонату світу з гандболу серед чоловіків 2011 року

З 2008 року «Мальме-Арена» приймає домашні ігри хокейного клубу «Мальме Редгокс», замінивши їхню колишню домівку, «Мальме-Істадьон». Команда грає в ШХЛ, першій лізі шведського хокею. Redhawks грають 26 ігор за сезон на арені (за винятком плей-оф), що робить їх найпостійнішим орендарем арени. Мальме-Арена була головним місцем проведення молодіжного чемпіонату світу з хокею 2014 року.
У лютому 2009 року Мальме-Арена прийняла «Malmö Indoor Gala», нещодавно засноване змагання з легкої атлетики в приміщенні 
, 
організоване Malmö AI (MAI). 
На змагання було запрошено кількох міжнародних спортсменів, у тому числі олімпійську чемпіонку зі стрибків з жердиною Олену Ісінбаєву, але вона відмовилася від запрошення через хворобу. 

Багато інших відомих спортсменів відмовилися від запрошення з різних причин, через що змагання викликали лише мізерний інтерес з боку глядачів. 
Прийшло не більше 7000 глядачів, що зробило змагання фінансово провальним. 
Тому змагання не проводилися повторно. 

Крім хокею, Мальме-Арена прийняла 22 матчі Чемпіонату світу з гандболу серед чоловіків 2011 року, включаючи матч за бронзову медаль і фінал між Францією та Данією, який виграла Франція.. 
У 2010 і 2012 роках «Мальме-Арена» прийняла фінали плей-офф чемпіонату Швеції з гандболу серед чоловіків і жінок. 
  
У 2013 році «Мальме-Арена» також мала прийняти фінал, але його перенесли в інше місце, коли арену було обрано місцем проведення пісенного конкурсу «Євробачення» 2013, який мав відбутися через п'ять днів після гандбольного фіналу. 

Флорбольна арена була місцем проведення фіналів шведської Суперліги 2010–11 та 2011–12 років. 
 
26 грудня 2013 — 5 січня 2014 року на цьому майданчику проходив молодіжний чемпіонат світу з хокею 2014 року.
Знову має бути використана для Чемпіонату світу з гандболу серед чоловіків 2023 року, під час проведення матчу між Швецією і Польщею.

## Інші події

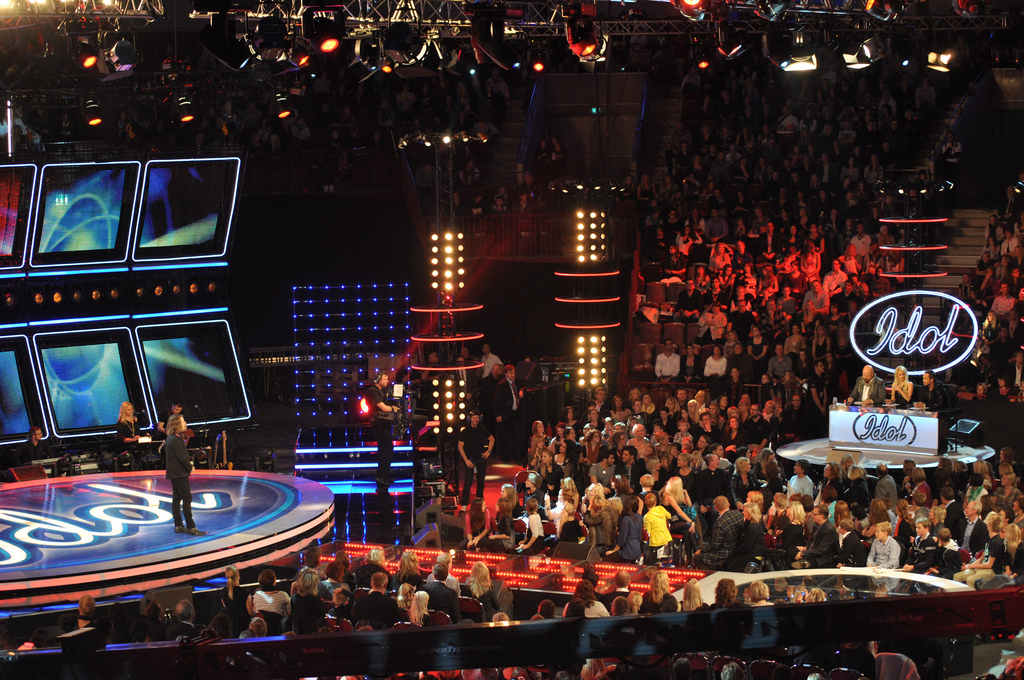
Шоу «Шведський Ідол» на Мальме-Арена у 2009

Мальме-Арена прийняла кілька концертів, а також інших музичних заходів, таких як різдвяні шоу та мюзикли. 
Брітні Спірс виступала на арені 11 жовтня 2011 року під час свого Femme Fatale Tour. 

Ріанна мала провести концерт Loud Tour на Мальме-Арена 31 жовтня 2011 року, але подію було скасовано лише за кілька годин через проблеми зі здоров’ям, хоча вона зрештою виступила на цьому майданчику в серпні 2016 року. 

Інші відомі артисти, які виступали на арені, — 
Боб Ділан, 

Кліфф Річард, 

Том Джонс, 

Леді Гага, 

та багато інших. 
Шоу Леді Гаги тримає рекорд відвідуваності концертів на арені, зібравши 11 300 глядачів; скасований концерт Ріанни встановив би новий рекорд з 11 700 проданими квитками. 

Конкурси Melodifestivalen, національного пісенного конкурсу Швеції та відбору на пісенний конкурс Євробачення, проходили на арені у 2009 — 2020 роках, а також у 2023 році. 
 
У 2009 і 2010 роках тут також проводився Fotbollsgalan, церемонія вручення шведської нагороди національного футболу 

Арена була обрана для проведення пісенного конкурсу Євробачення 2013, іншими претендентами на цю подію були Френдз-Арена в Стокгольмі та Скандинавіум у Гетеборзі. 
Через те що стокгольмська «Авічі-Арена» була заброньована для Чемпіонату світу з хокею 2013 року, Sveriges Television (SVT) вирішило обрати Мальме-Арена як місце проведення через хороше транспортне сполучення, а також попередній досвід SVT з проведення на арені змагань Melodifestivalen. 
SVT також висловив бажання провести конкурс у дещо меншому місці та місті, ніж у попередні роки. 

У липні 2023 року його було обрано для проведення Євробачення 2024. 

## Структура та приміщення

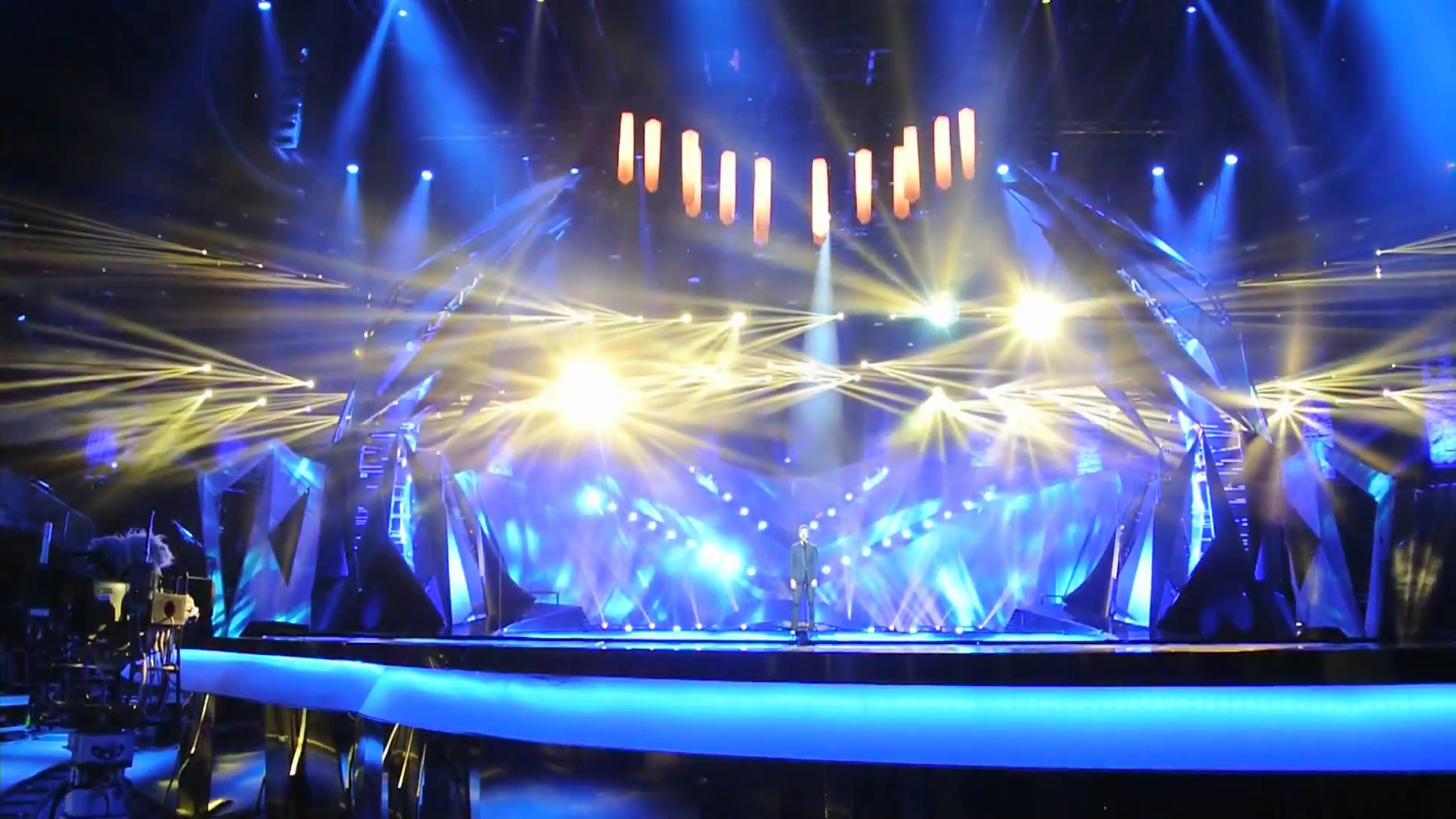
Пісенний конкурс Євробачення 2013 на Мальме-Арена

Мальме-Арена має загальну місткість 12 600 для спортивних подій; для концертів та інших заходів місткість може бути від 500 до 15 500, залежно від того, де розташована сцена. 
Нижній ярус північної трибуни арени можна перетворити на терасування для занять спортом. 
Арена також може бути використана для танців і обідів: місткість 5000 для танців і від 50 до 2000 для обідніх заходів. 
 
Арена має 72 номери класу люкс , які можна орендувати для проведення різних заходів. 
З них 60 мають площу 27 м² до 40 м², а 12 мають площу 70 м². 

Є також два ресторани і чотири бари на арені, загальною місткістю 3250 місць, 20 кіосків і заклади швидкого харчування. 
На арені є 370 туалетів. 

Максимальна площа підлоги внутрішньої частини арени становить 3200 м², максимальна висота стелі — 22,5 м. 
Загальна площа всієї арени, включаючи коридори та внутрішній простір, становить 51 000 м². 

Всього є вісім роздягалень для спортсменів і артистів, дві з яких пристосовані для використання людьми з обмеженими можливостями. 
Південна частина арени має офіси на шести різних поверхах. 
Загальна площа офісних приміщень на арені становить 7 950 м². 
Malmö Redhawks та інші компанії мають офіси в Арені. 

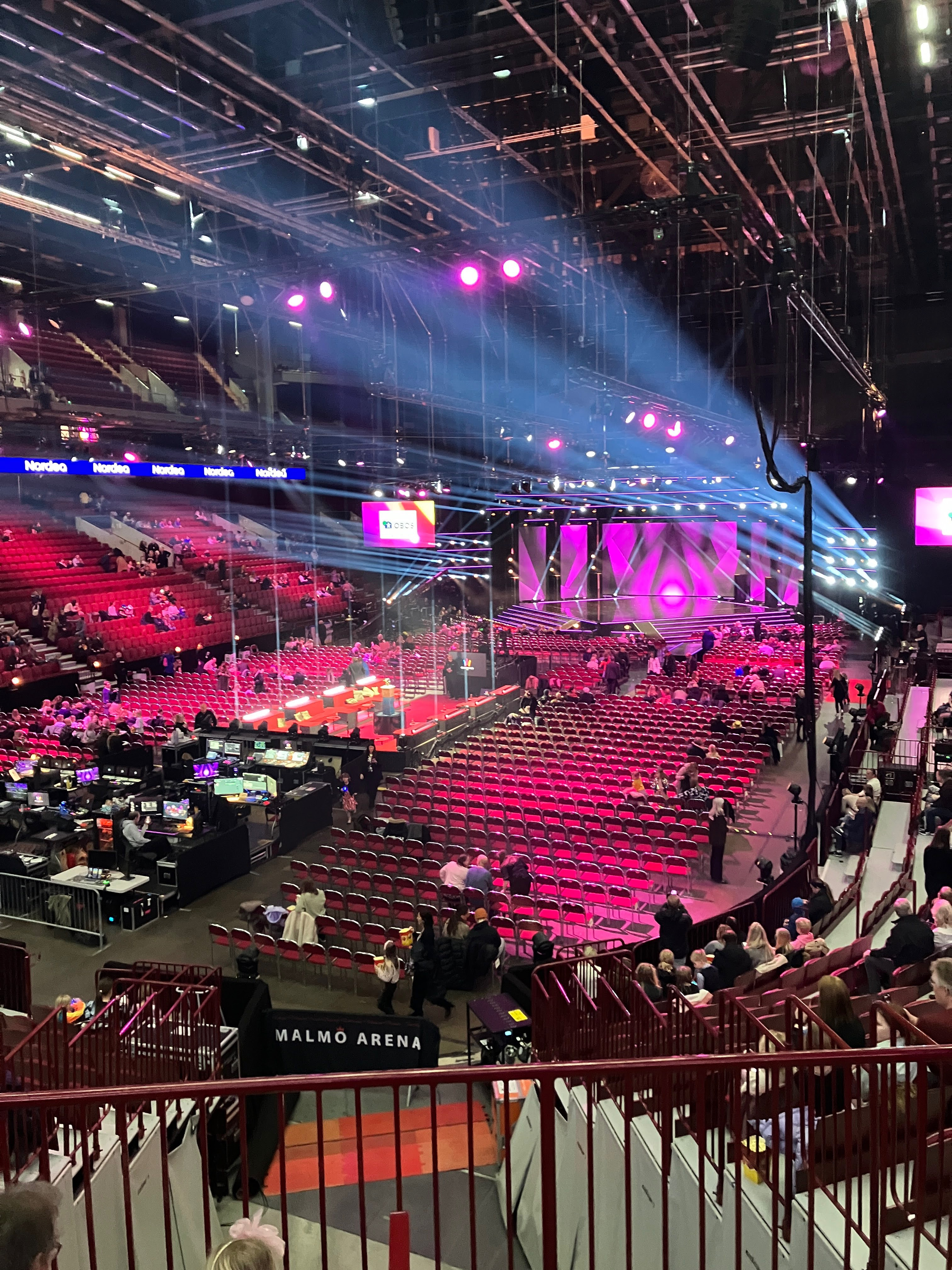
Мальме-Арена під час Melodifestivalen 2023

На кожній із чотирьох сторін арени є трибуни. 
Північна частина арени має два яруси для сидіння, тоді як південна трибуна має лише один ярус для сидіння; 
верхній ярус відведено для представницьких люксів і ресторанних приміщень. 

Південна трибуна також має 53 місця для маломобільних глядачів і стільки ж місць для їхніх супроводжуючих. 

У внутрішній частині арени є 36 входів. 

У північній частині арени розташовані приміщення для тренувань з хокею

Як на верхньому, так і на нижньому ярусах арени є кіоски, розташовані на східному та західному кінцях. 
Нижній ярус також має бари, розташовані на східному та західному кінцях, і додатковий спортивний бар, розташований на північному кінці. 
 
У люкс-зоні, на один рівень вище спортивного бару в північній частині, знаходиться Percys Restaurang & Bar, ресторан із видом на арену на 650 місць. 

У південній частині залу є сувенірна крамничка.
На арені також є критий льодовий майданчик для тренувань, розташований на північ від головного залу. 

Поруч із тренувальним комплексом, на північ від головного залу, розташований готель Best Western — 16-поверхова будівля, яка є частиною бренду Мальме-Арена із конференц-залами, рестораном, тренажерним залом і іноді використовуваним прямим входом до панорамного ресторану на північній трибуні арени з видом на чашу арени.
 
Торговий центр Emporia розташований на захід від арени.

## Транспорт

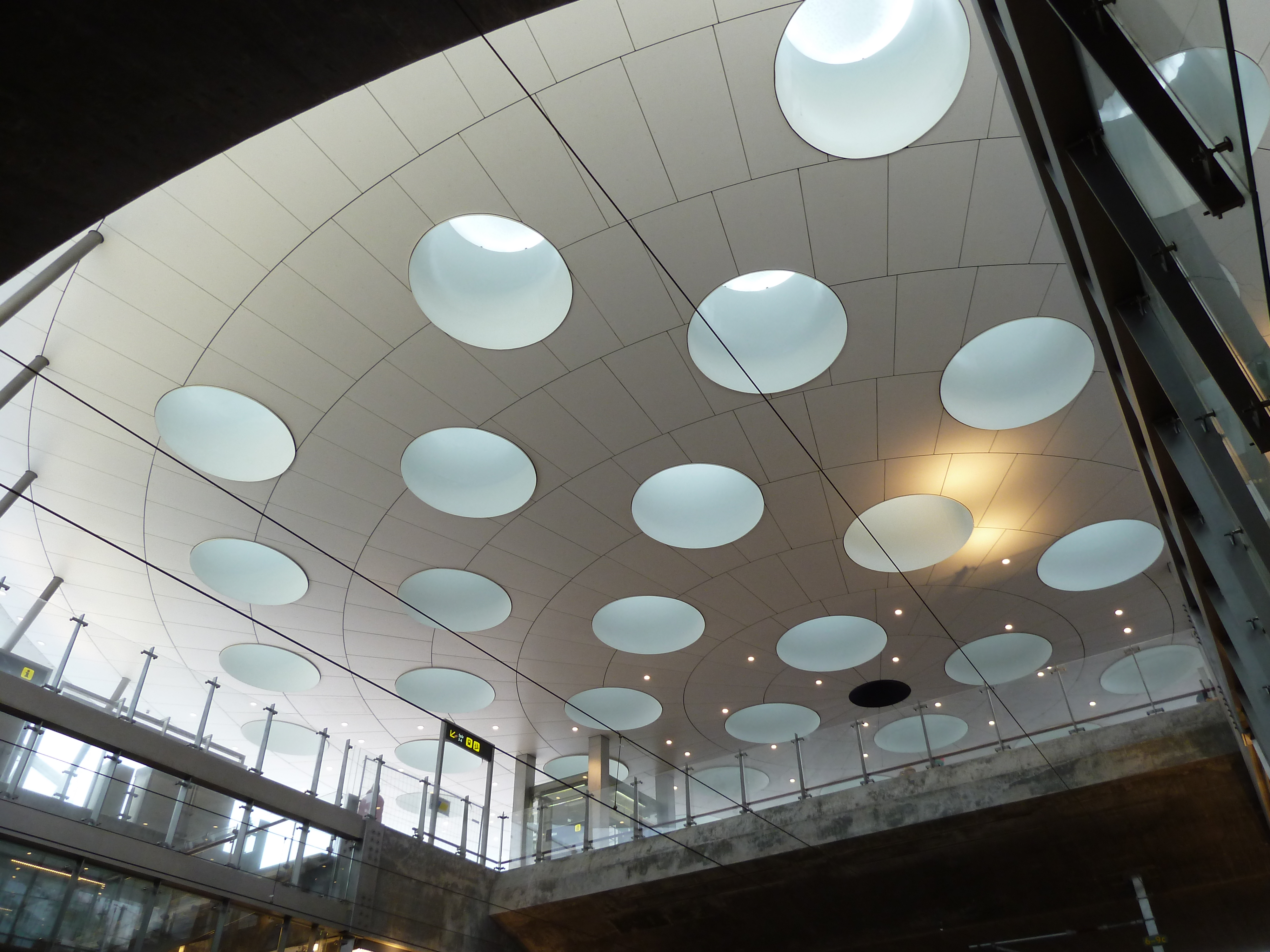
, найближча залізнична станція до Мальме-Арена

Мальме-Арена обслуговується муніципальними автобусами Мальме маршрутів 6, 8, 33, а також декількома регіональними автобусними маршрутами, усі з яких зупиняються неподалік від арени. 

Стадіон також розташований неподалік від частково підземної залізничної станції Гіллі, яка була відкрита в грудні 2010 року в рамках проекту Citytunnel. 
Станція обслуговується поїздами Pågatågen і Øresundståg, і вона сполучена з більшістю частин Ересуннського регіону. 
 
Від залізничної станції Гіллі глядачі можуть дістатися до станції Мальме-Центральне за 7 хвилин або до аеропорту Копенгаген за 12 хвилин. 

Парковка доступна на західній, північній та східній сторонах арени. 
Загалом доступно 3400 паркомісць. 

Існує також гараж під назвою «P-huset Hyllie», розташований на східній стороні станції Гіллі. Цей гараж відкритий цілодобово з місткістю 1400 паркомісць. 

На арені також є внутрішній гараж на 200 автомобілів. 

До арени також можна дійти пішки або на велосипеді від центру Мальме через Кроксбек і Кроксбекспаркен. 
Зона, відведена для паркування до 1000 велосипедів, розташована на східній стороні арени. 

Біля головного та бічних входів на арену є зони для чартерних автобусів, а також таксі. 